# Ligia malleata
Ligia malleata là một loài chân đều trong họ Ligiidae. Loài này được Pfeffer miêu tả khoa học năm 1889.